# Vliegenvangers (vogelfamilie)
Vliegenvangers (Muscicapidae) vormen een grote familie van zangvogels uit de superfamilie Muscicapoidea.

## Kenmerken
Het verenkleed bevat wisselende kleuren. Sommige soorten zijn bruinachtig, andere felgekleurd. Mannetjes en vrouwtjes zijn vaak verschillend van kleur, maar mannetjes zijn meestal groter. Soms is er een kuif aanwezig of een felgekleurde, kale huidpartij rond het oog. De snavelbasis is bezet met borsteltjes. Het zijn behendige vliegers en sommige kunnen best aardig zingen. De lichaamslengte varieert van 10 tot 21 cm.

## Leefwijze
Hun voedsel bestaat hoofdzakelijk uit vliegende insecten.

## Voortplanting
Ze bouwen een open nest tussen boomtakken of struiken. Het legsel bestaat uit één tot elf gevlekte eieren.

## Verspreiding
Deze vogels komen voor in Europa, Afrika, Azië en Australië. Wanneer de insecten schaars beginnen te worden, trekken broedende soorten uit noordelijke streken in het najaar naar het zuiden.
Er zijn nog veel meer vogelsoorten die vliegenvangers wordt genoemd. De New World Flycatchers of tirannen komen uit Noord- en Zuid-Amerika. Deze vogels zijn niet verwant aan de vliegenvangers van de Oude Wereld en behoren zelfs tot een andere onderorde, de schreeuwvogels.
In Afrika komen ook vogels voor die vliegenvangers worden genoemd. Dit zijn soorten uit de familie Platysteiridae, waarin het geslacht Batis. Deze soorten zijn niet verwant aan de Muscicapidae, maar behoren tot de superfamilie Corvoidea. 
Verder is er nog een groep vogels die buiten Europa voorkomt en in het Engels de naam flycatchers draagt en in het Nederlands Monarchen en waaierstaartvliegenvangers heten. Deze groep is evenmin verwant aan de vliegenvangers van de Oude Wereld, maar behoort ook tot de superfamilie Corvoidea.

Vliegenvangers van de Oude Wereld
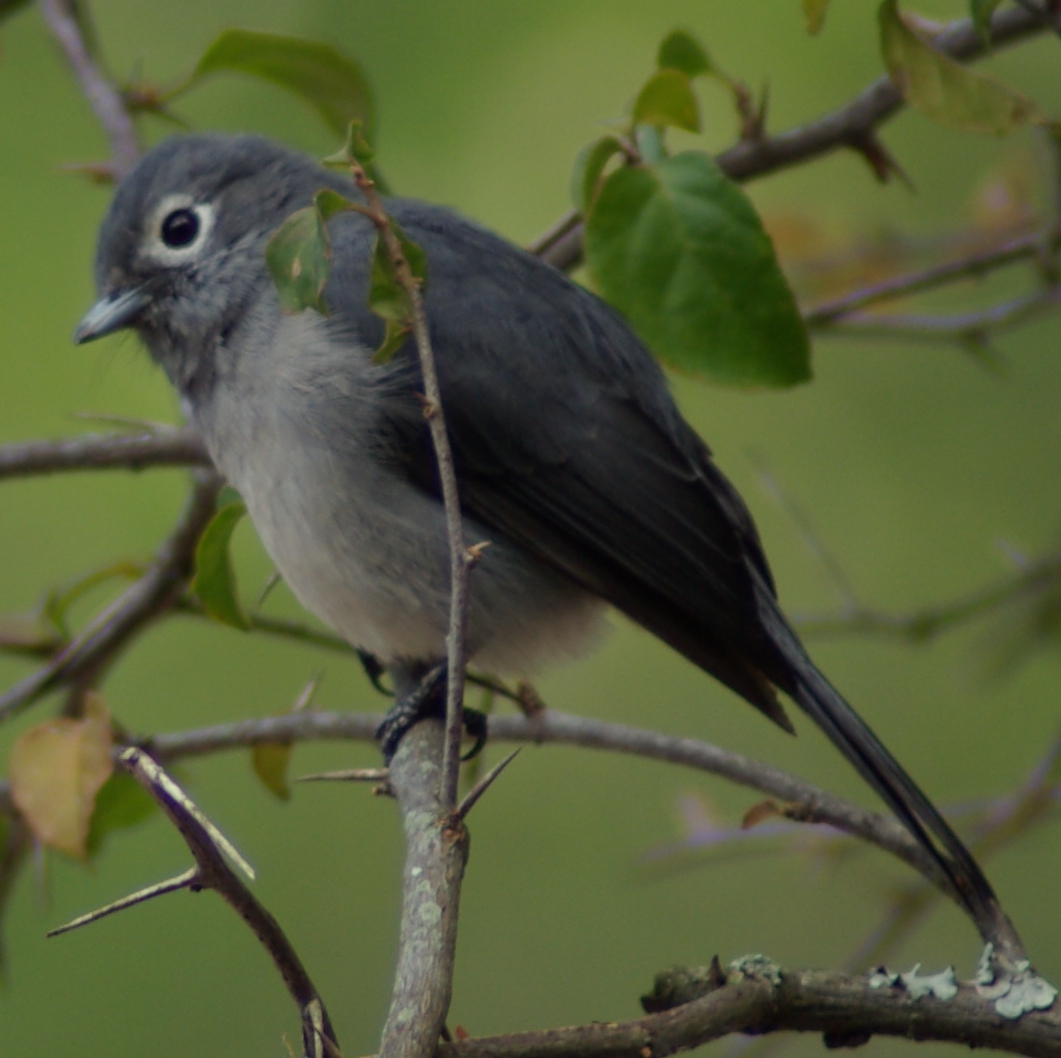
Bergdrongovliegenvanger (Melaenornis fischeri)
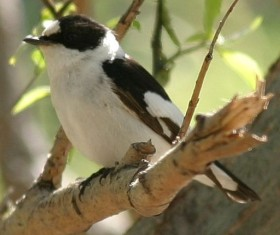
Withalsvliegenvanger (Ficedula albicollis)
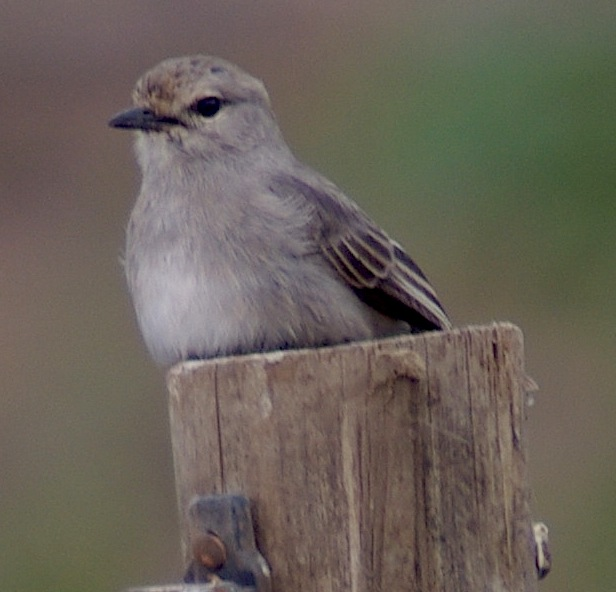
Streepkopvliegenvanger (Bradornis microrhynchus)
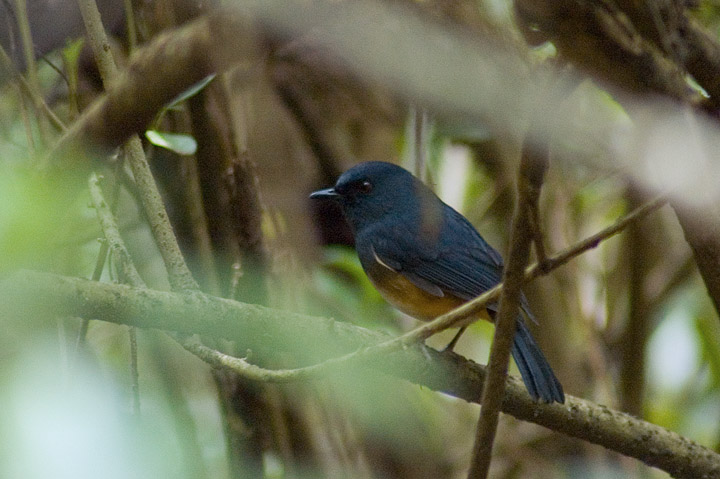
Nilgirikortvleugel (Sholicola major)
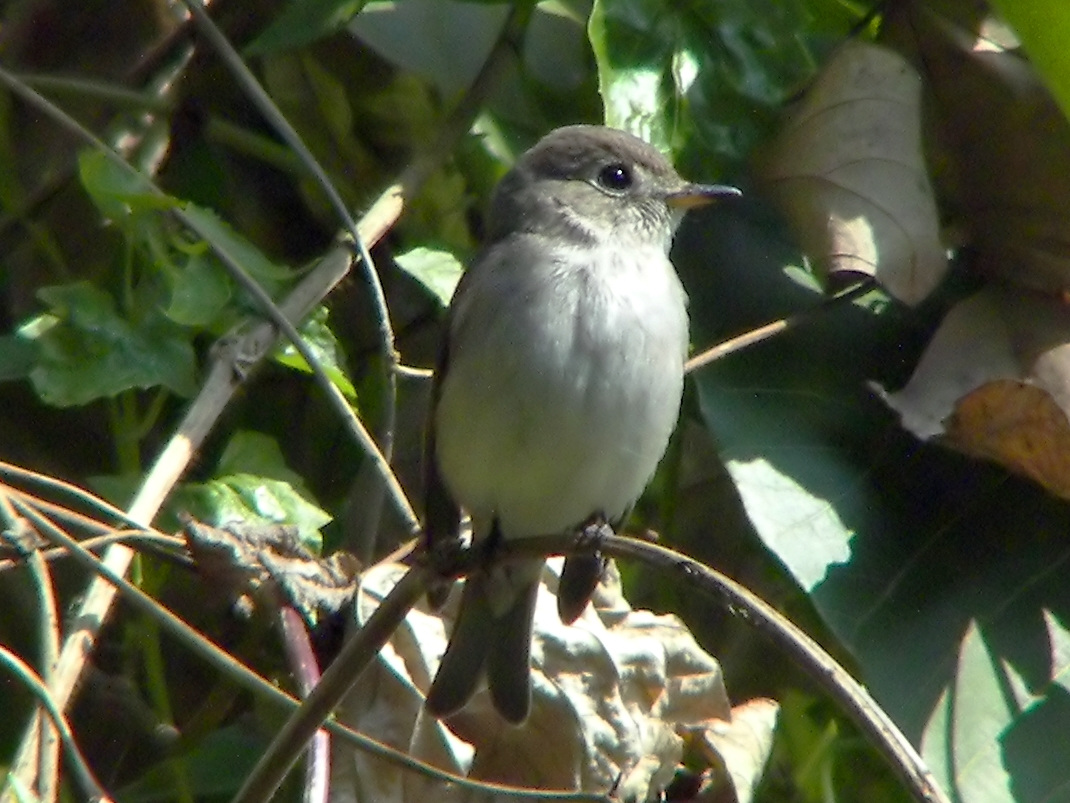
Bruine vliegenvanger (Muscicapa dauurica)
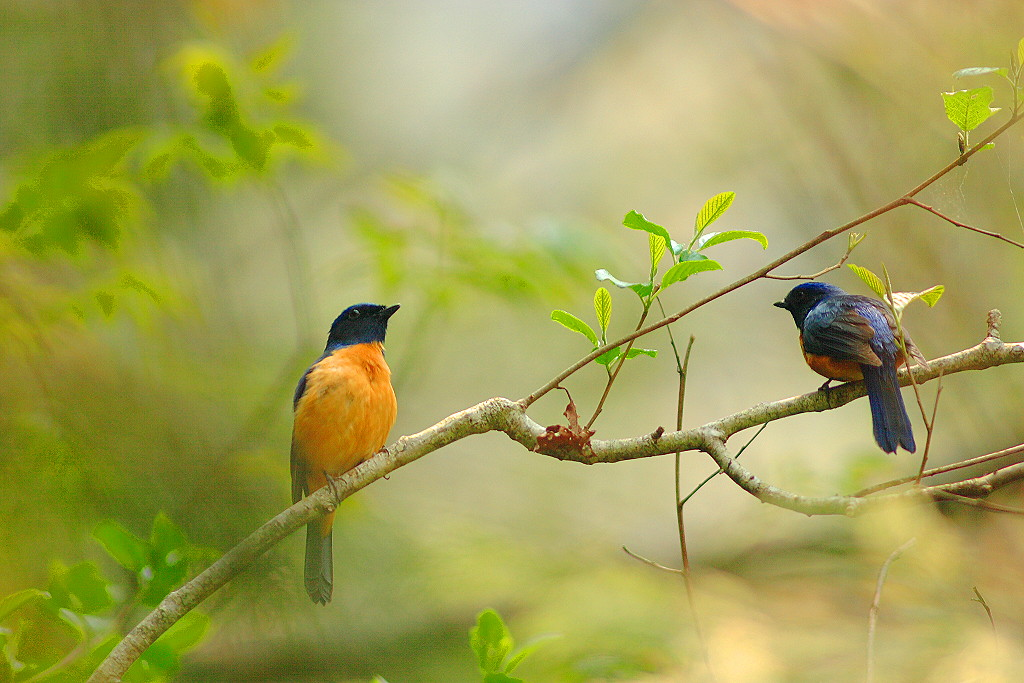
Roodkeelniltava (Niltava vivida)

Kleine lijsterachtigen
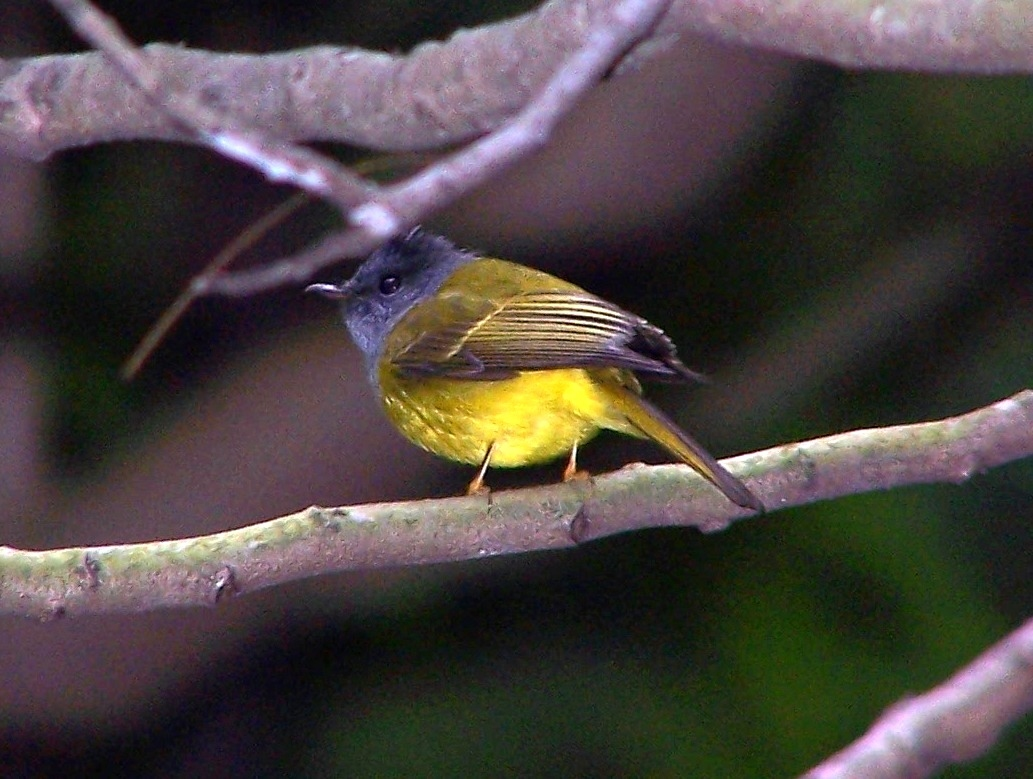
Grijskopvliegenvanger (Culicicapa ceylonensis)
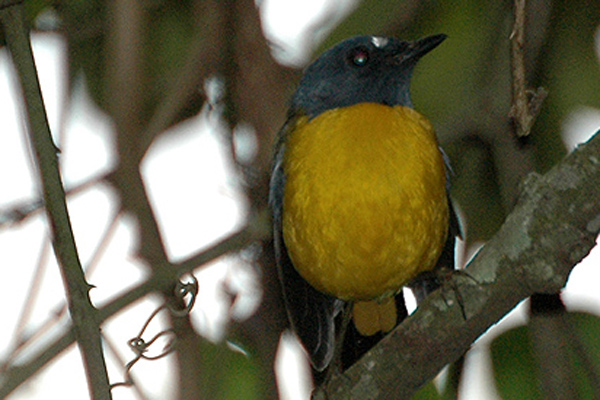
Sterrenpaapje (Pogonocichla stellata)
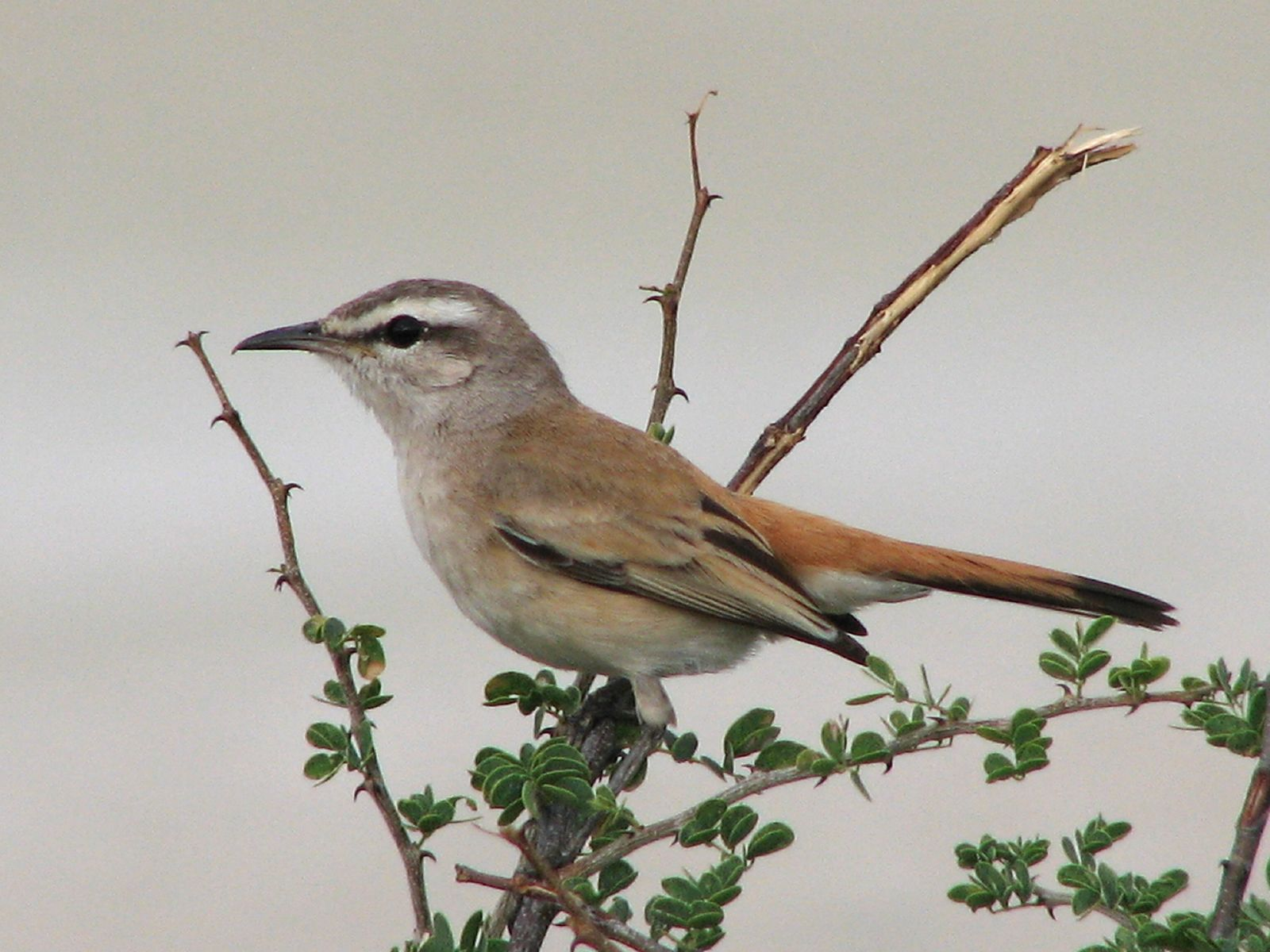
Kalahariwaaierstaart (Cercotrichas paena)
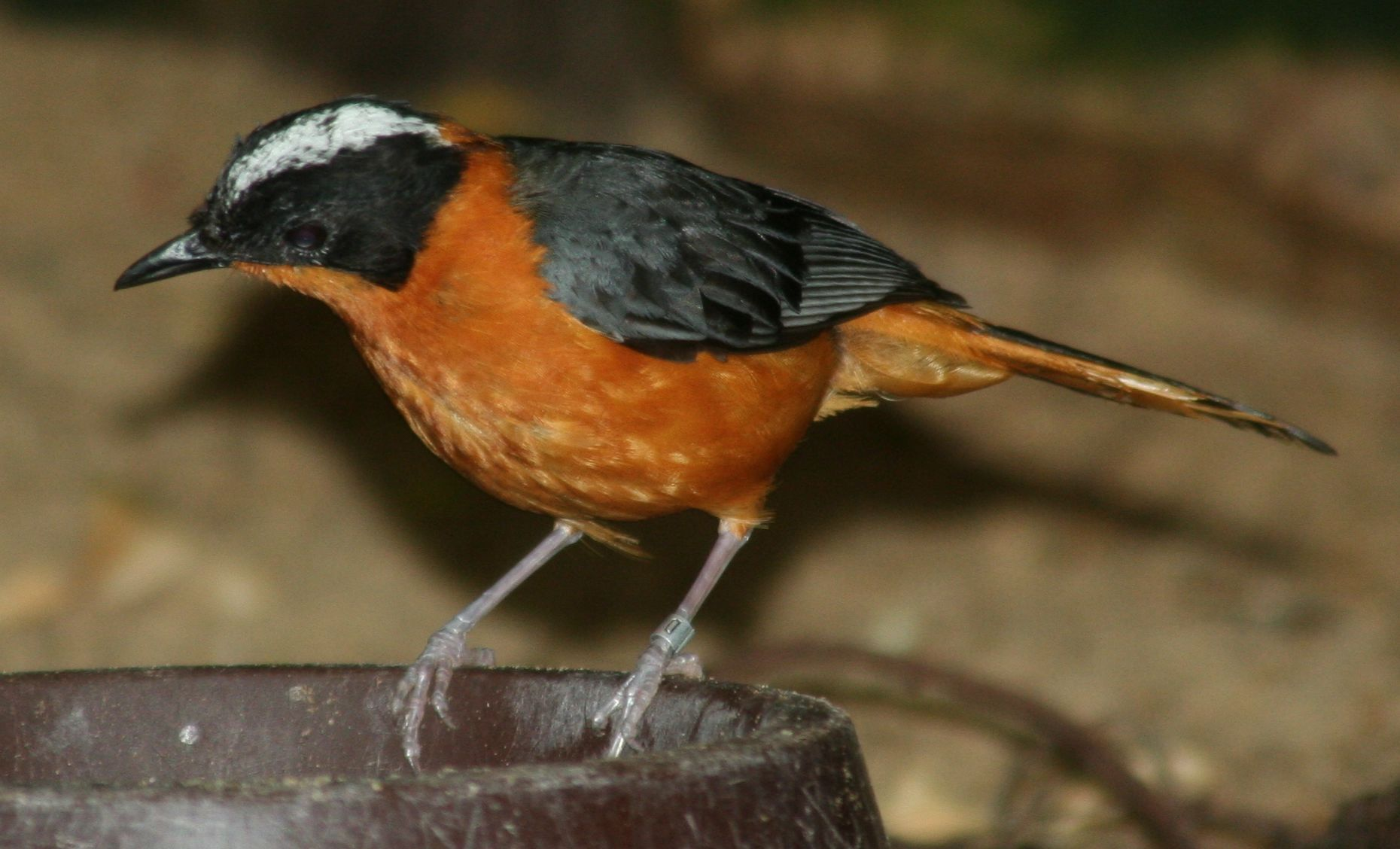
Witkruinlawaaimaker (Cossypha niveicapilla)
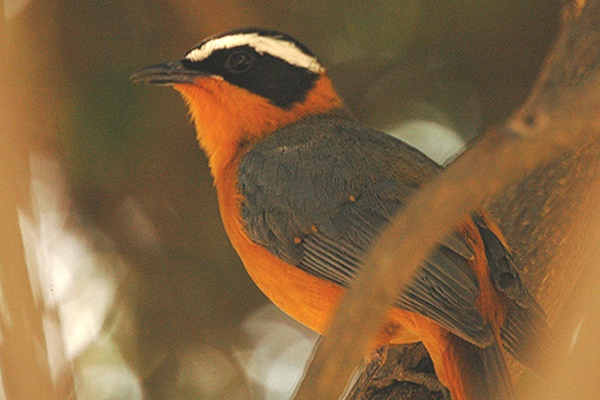
Witbrauwlawaaimaker (Cossypha heuglini)
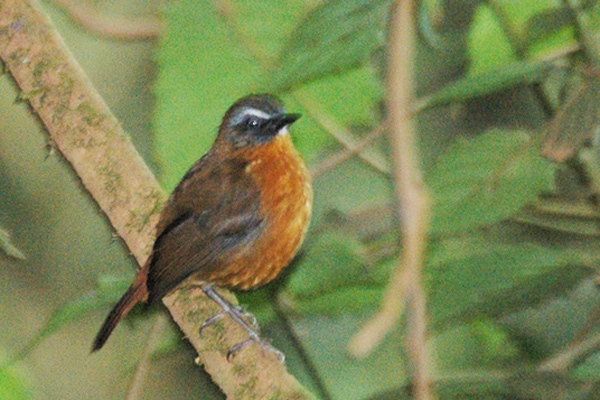
Archers janfrederik (Dessonornis archeri)
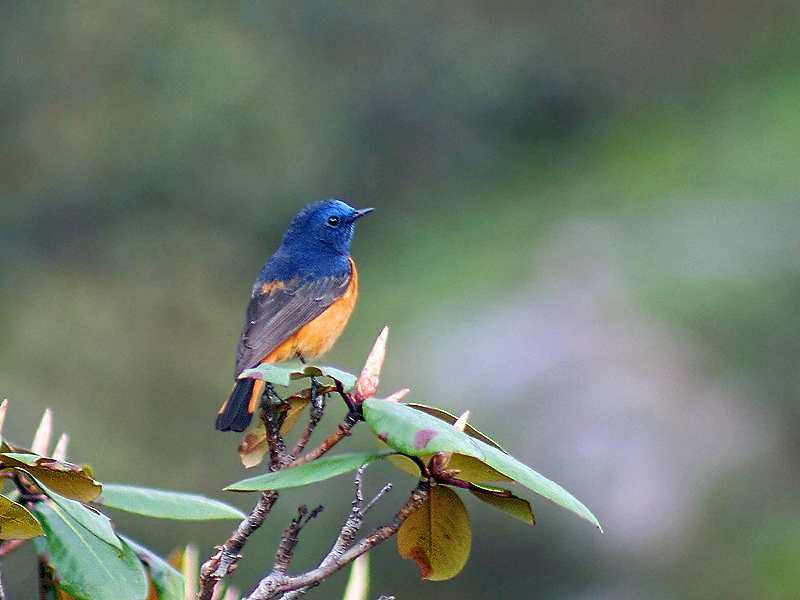
Himalayaroodstaart (Phoenicurus frontalis)
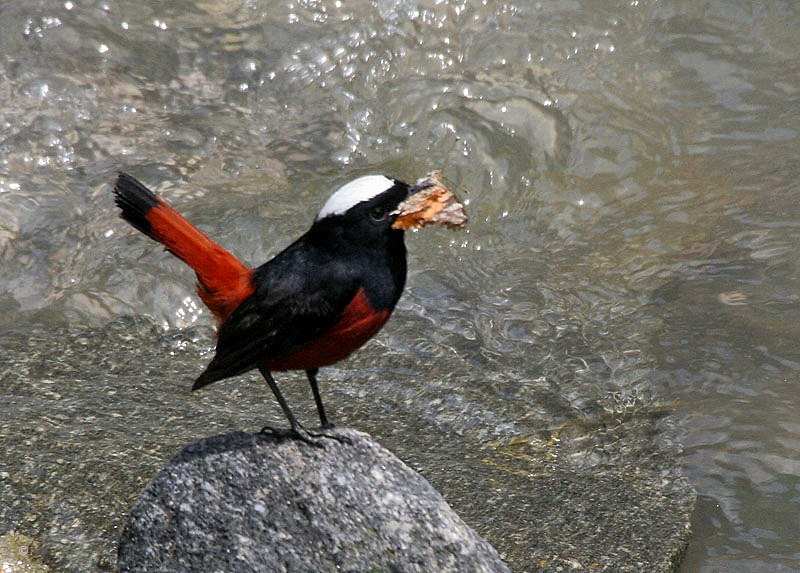
Rivierroodstaart (Phoenicurus leucocephalus)
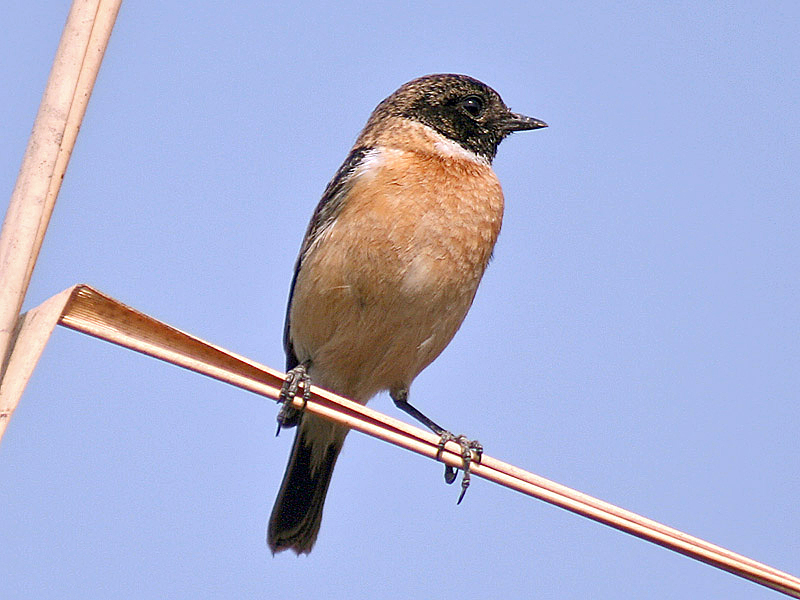
Aziatische roodborsttapuit (Saxicola maurus)
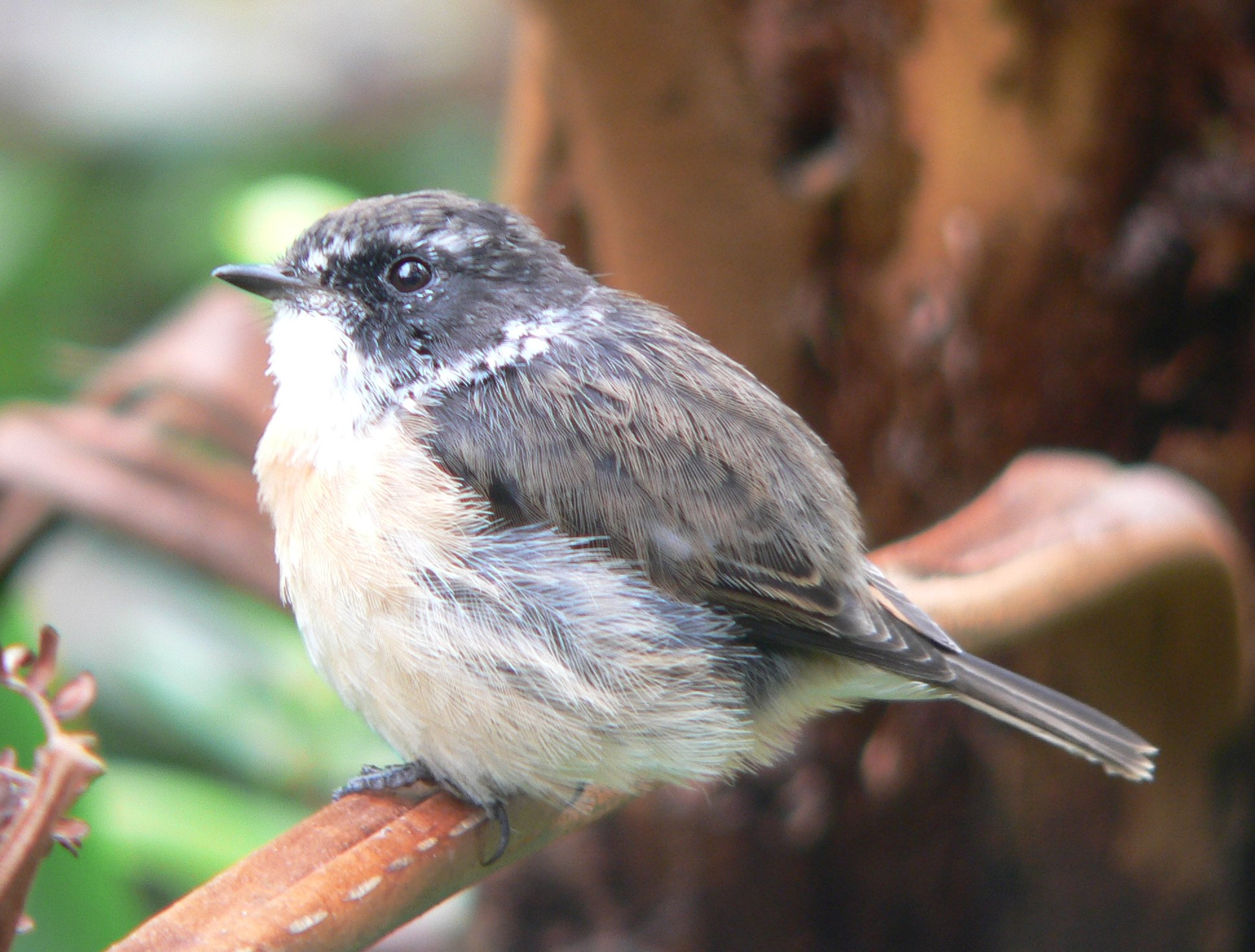
Réunionroodborsttapuit (Saxicola tectes)
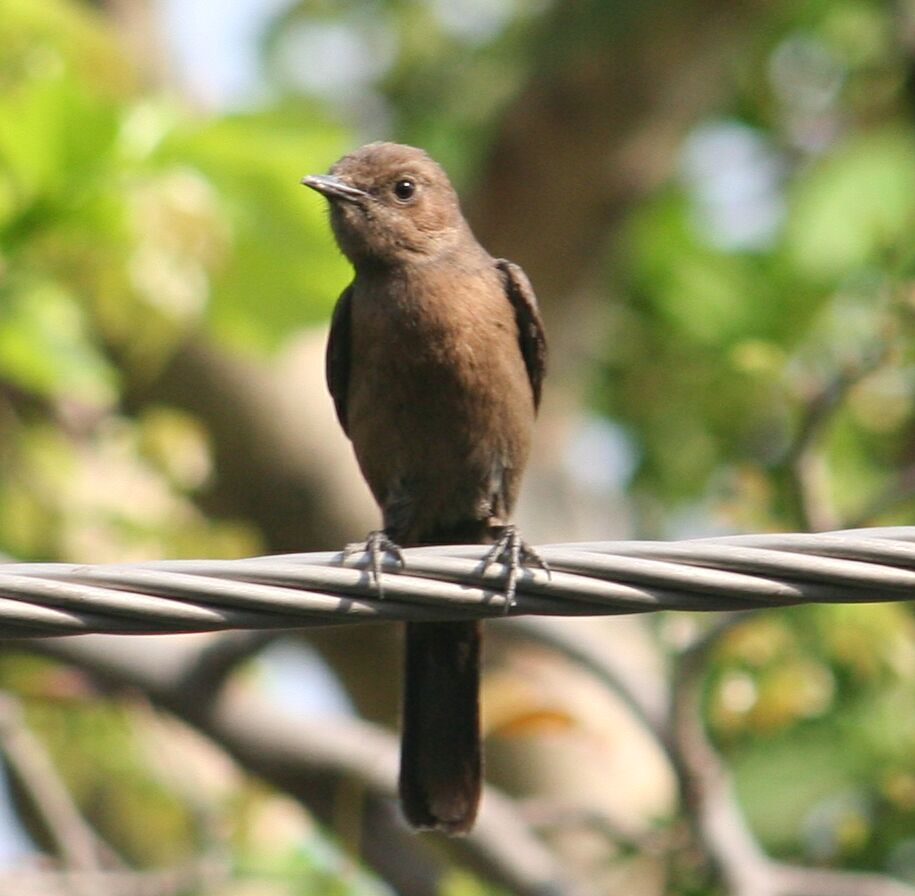
Bruine rotsspekvreter (Oenanthe fusca)
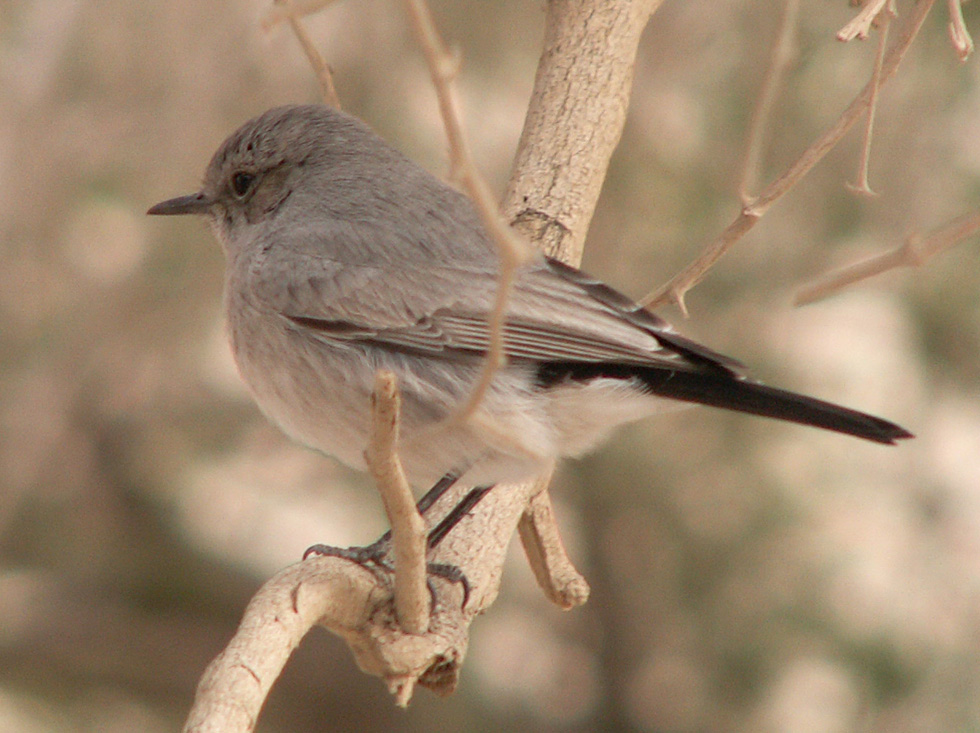
Zwartstaart (Oenanthe melanura)
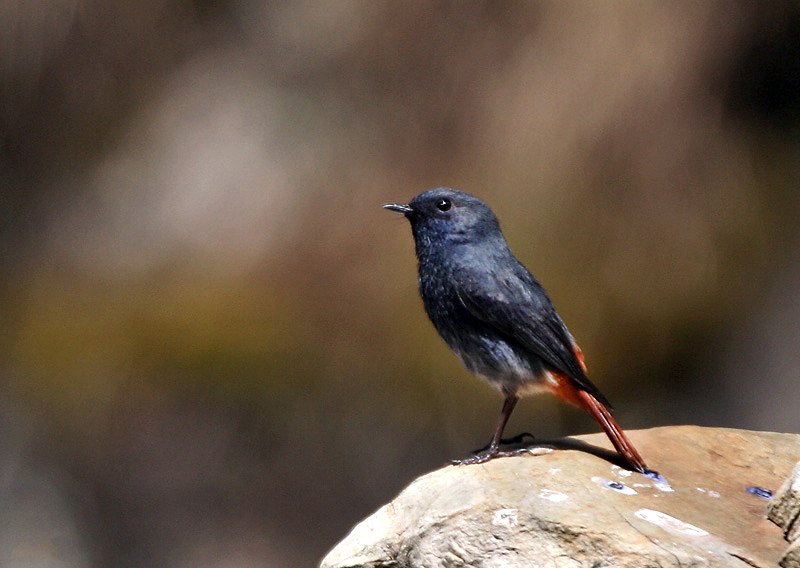
Waterroodstaart (Phoenicurus fuliginosus)
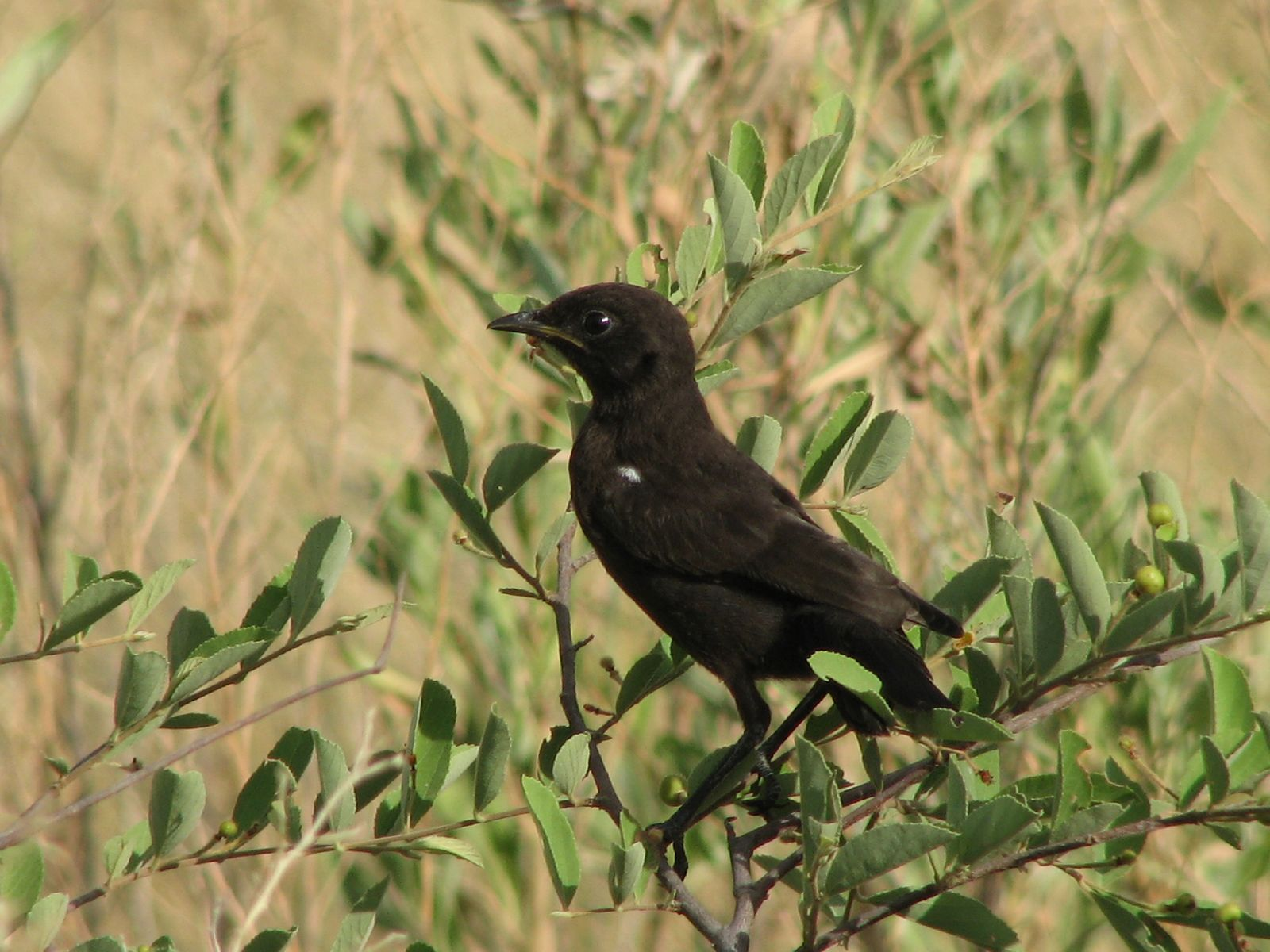
Kaapse miertapuit (Myrmecocichla formicivora)
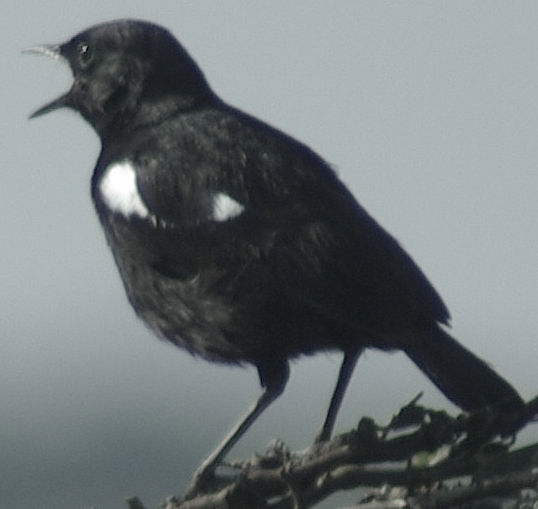
Zwarte miertapuit (Myrmecocichla nigra)
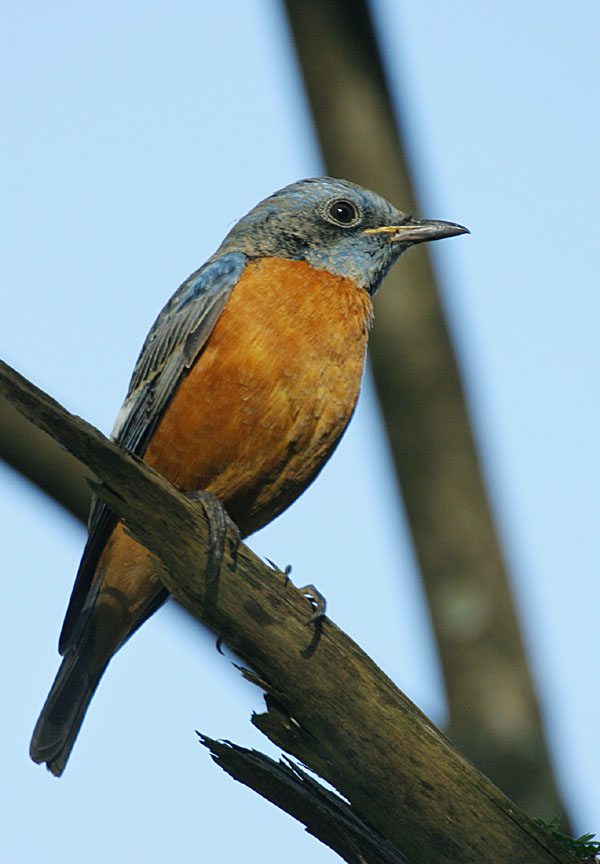
Bergrotslijster (Monticola cinclorhyncha)
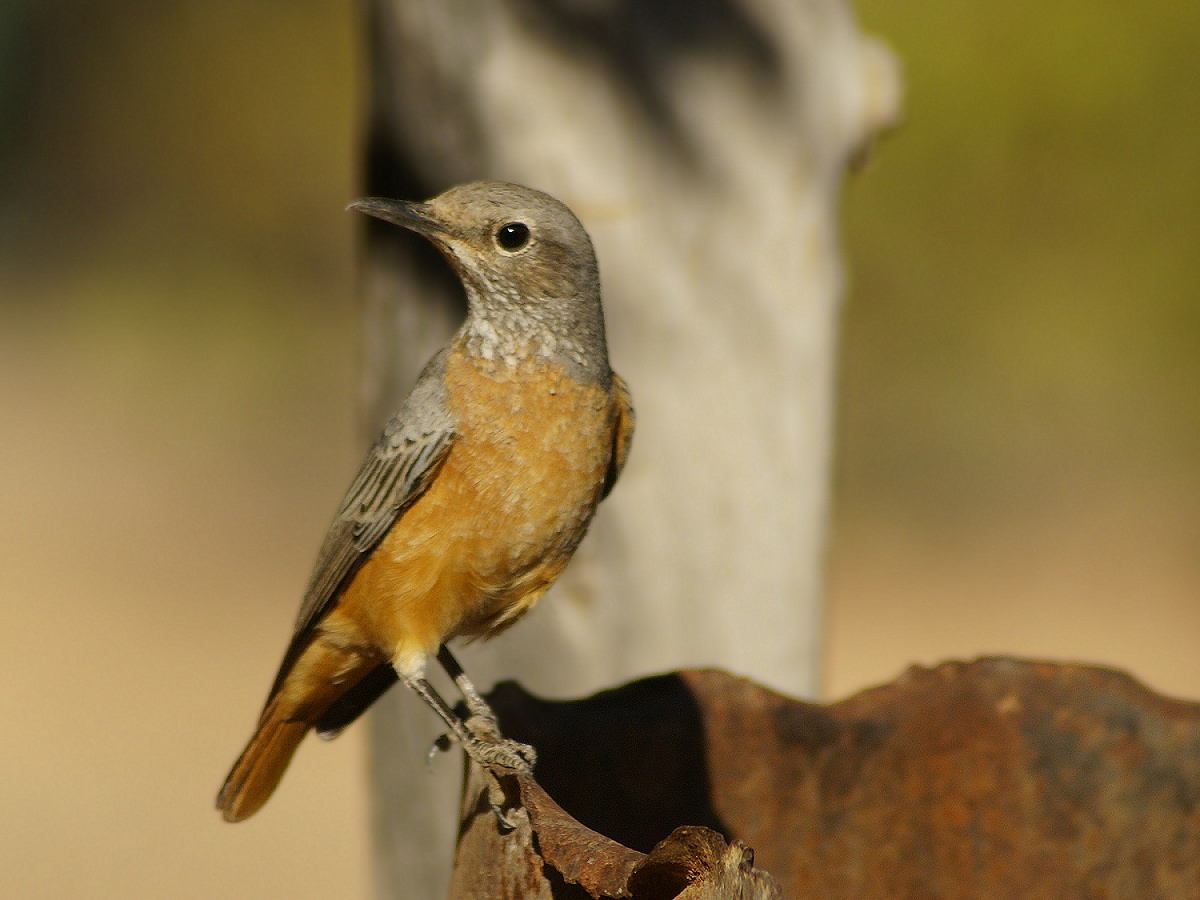
Kortteenrotslijster (Monticola brevipes)
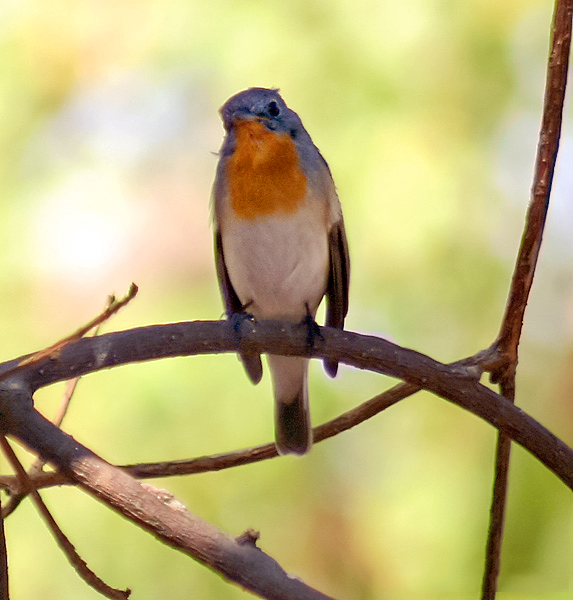
Tickells niltava (Cyornis tickelliae)

## Taxonomie

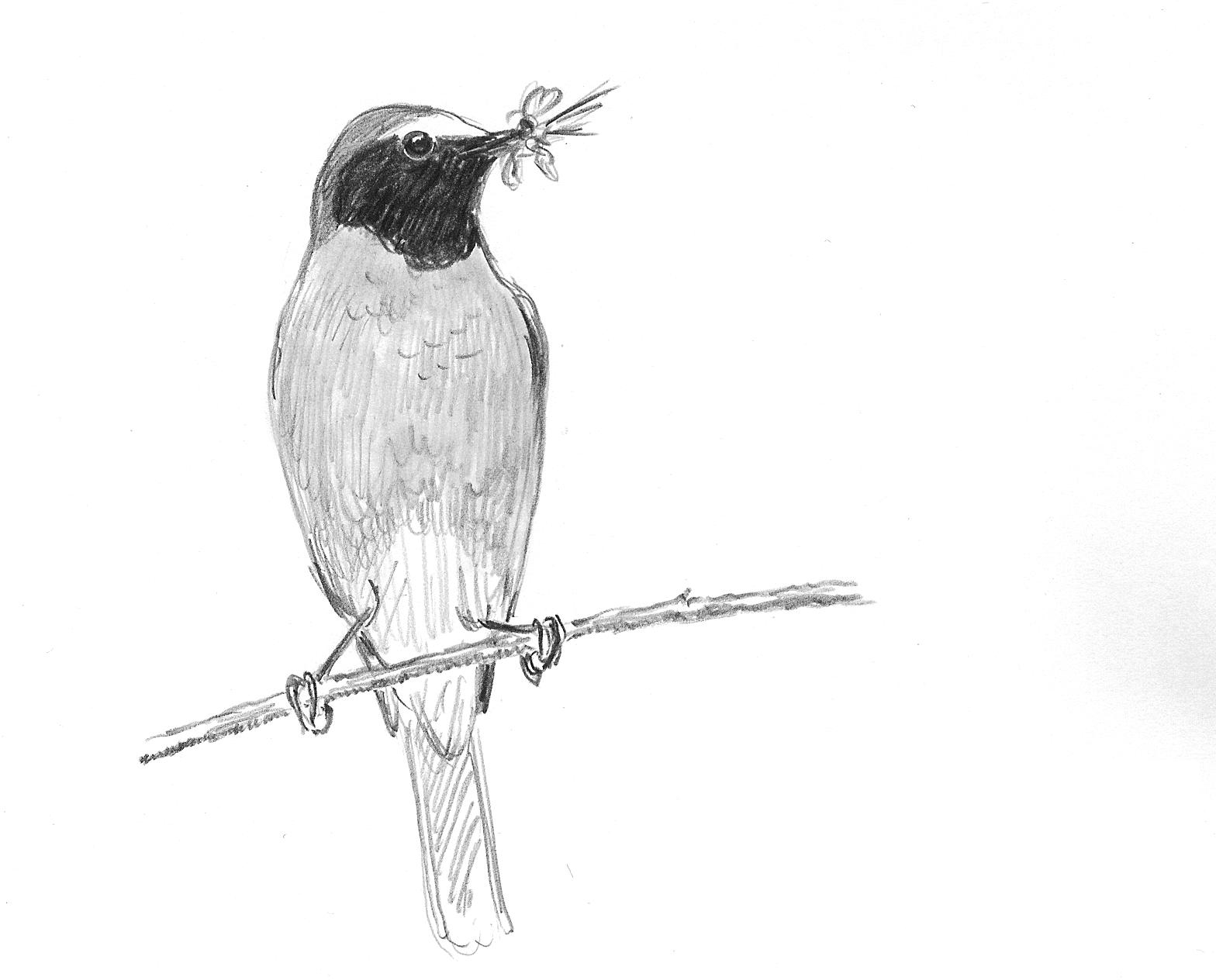
Gekraagde roodstaart

De familie wordt vaak opgesplitst in twee onderfamilies, de vliegenvangers van de Oude Wereld (Muscicapinae) en een groep van zangvogels die vroeger (en in veel veldgidsen) de 'kleine lijsterachtigen' of 'tapuiten' werd genoemd, de Saxicolinae. Deze onderverdeling is nogal kunstmatig en er bestaat geen overeenstemming over en wordt daarom hier ook niet weergegeven. Uit nieuw uitgevoerd genetisch/moleculair onderzoek blijkt steeds vaker dat de indeling nog lang niet volmaakt is en daarom vinden er vaak veranderingen plaats in de naamgeving. Zo worden sommige ondersoorten weer soorten, maar het omgekeerde kan ook het geval zijn. Sommige geslachten zijn waarschijnlijk een vergaarbak waaruit nog nieuwe geslachten zullen worden afgesplitst omdat niet alle soorten uit dat geslacht dezelfde gemeenschappelijke voorouder hebben.
De indeling zoals hier gepresenteerd, is gebaseerd op de IOC World Bird List versie 15.1. Deze indeling kan afwijken van de indeling van het veelgebruikte overzichtswerk Handbook of the Birds of the World deel 10 (2005) en 11 (2006).  Ook de volgorde is die van het IOC en geeft zoveel mogelijk de onderlinge verwantschap tussen geslachten weer.
- Alethe
- Tychaedon
- Cercotrichas
- Copsychus
- Agricola
- Fraseria
- Melaenornis
- Namibornis
- Empidornis
- Sigelus
- Bradornis
- Myopornis
- Artomyias
- Humblotia
- Muscicapa
- Leucoptilon
- Sholicola
- Niltava
- Cyanoptila
- Eumyias
- Anthipes
- Cyornis
- Erithacus
- Swynnertonia
- Pogonocichla
- Stiphrornis
- Cossyphicula
- Chamaetylas
- Cossypha
- Cichladusa
- Xenocopsychus
- Dessonornis
- Sheppardia
- Irania
- Luscinia
- Myiomela
- Calliope
- Enicurus
- Cinclidium
- Myophonus
- Heinrichia
- Vauriella
- Leonardina
- Brachypteryx
- Larvivora
- Ficedula
- Tarsiger
- Heteroxenicus
- Phoenicurus
- Monticola
- Saxicola
- Campicoloides
- Emarginata
- Pinarochroa
- Thamnolaea
- Myrmecocichla
- Oenanthe

Acanthisittidae (Rotswinterkoningen) · Acanthizidae (Australische zangers) · Acrocephalidae (Rietzangers) · Aegithalidae (Staartmezen) · Aegithinidae (Iora's) · Alaudidae (Leeuweriken) · Alcippeidae (Alcippes) · Artamidae (Spitsvogels) ·  Atrichornithidae (Doornkruipers) · Bernieridae (Madagaskarzangers) · Bombycillidae (Pestvogels) · Buphagidae (Ossenpikkers) · Calcariidae (IJsgorzen) · Callaeidae (Nieuw-Zeelandse lelvogels) · Calyptomenidae (Afrikaanse breedbekken) · Calyptophilidae (Tapuittangaren) · Campephagidae (Rupsvogels) · Cardinalidae (Kardinaalachtigen) · Certhiidae (Echte boomkruipers) · Cettiidae (Struikzangers) · Chaetopidae (Rotsspringers) · Chloropseidae (Bladvogels) · Cinclidae (Waterspreeuwen) · Cinclosomatidae (Kwartellijsters) · Cisticolidae (Graszangers) · Climacteridae (Australische kruipers) · Cnemophilidae (Satijnvogels) · Conopophagidae (Muggeneters) · Corcoracidae (Slijknestkraaien) · Corvidae (Kraaien) · Cotingidae (Cotinga's) · Dasyornithidae (Borstelvogels) · Dicaeidae (Bastaardhoningvogels) · Dicruridae (Drongo's) · Donacobiidae (Zwartkopdonacobius) · Dulidae (Palmtapuiten) · Elachuridae (Elachura) · Emberizidae (Gorzen) · Erythrocercidae (Elfmonarchen) · Estrildidae (Prachtvinken) · Eulacestomatidae (Leldikkop) · Eupetidae (Ralbabbelaars) · Eurylaimidae (Breedbekken en hapvogels) · Falcunculidae (Harlekijndikkoppen) · Formicariidae (Mierlijsters) · Fringillidae (Vinkachtigen) · Furnariidae (Ovenvogels) · Grallariidae (Mierpitta's) · Hirundinidae (Zwaluwen) · Hyliidae (Hylia's) · Hyliotidae (Hyliota's) · Hylocitreidae (Bessendikkop) · Hypocoliidae (Zijdestaarten) · Icteridae (Troepialen) · Icteriidae (Geelborstzanger) · Ifritidae (Ifrita) · Irenidae (Irena's) · Laniidae (Klauwieren) · Leiothrichidae (Babbelaars) · Locustellidae (Sprinkhaanzangers) · Machaerirhynchidae (Bootsnavels) · Macrosphenidae (Afrikaanse zangers) · Malaconotidae (Bosklauwieren) · Maluridae (Elfjes)    · Melampittidae (Paradijspitta's) · Melanocharitidae (Bessenpikkers) · Melanopareiidae (Maansluipers) · Meliphagidae (Honingeters) · Menuridae (Liervogels) · Mimidae (Spotlijsters) · Mitrospingidae (Mitrospingustangaren) · Modulatricidae (Vlekkeellijsters) · Mohoidae (O'o's) · Mohouidae (Mohoua's) · Monarchidae (Monarchen) · Motacillidae (Kwikstaarten en piepers) · Muscicapidae (Vliegenvangers) · Nectariniidae (Honingzuigers) · Neosittidae (Boomlopers) · Nesospingidae (Puertoricaanse tangare) ·  Nicatoridae (Nicators) · Notiomystidae (Hihi) · Oreoicidae (Oreoica's) · Oriolidae (Wielewalen en vijgvogels) · Orthonychidae (Stronklopers) · Pachycephalidae (Dikkoppen en fluiters) · Panuridae (Baardmannetje) · Paradisaeidae (Paradijsvogels) · Paradoxornithidae (Diksnavelmezen) · Paramythiidae (Prachtbessenpikkers) · Pardalotidae (Diamantvogels) · Paridae (Mezen) · Parulidae (Amerikaanse zangers) · Passerellidae (Amerikaanse gorzen) · Passeridae (Mussen) · Pellorneidae (Grondtimalia's) · Petroicidae (Australische vliegenvangers) · Peucedramidae (Oranjekopzanger) · Phaenicophilidae (Hispaniolatangaren) · Philepittidae (Asities) · Phylloscopidae (Boszangers) · Picathartidae (Kaalkopkraaien) · Pipridae (Manakins) · Pittidae (Pitta's) · Pityriasidae (Borstelkop) · Platylophidae (Maleise kuifgaai) · Platysteiridae (Lelvliegenvangers) · Ploceidae (Wevers en verwanten) · Pnoepygidae (Pnoepyga's) · Polioptilidae (Muggenvangers) · Pomatostomidae (Australaziatische babbelaars) · Promeropidae (Afrikaanse suikervogels) · Prunellidae (Heggenmussen) · Psophodidae (Zwiepfluiters) · Ptiliogonatidae (Zijdevliegenvangers) · Ptilonorhynchidae (Prieelvogels) · Pycnonotidae (Buulbuuls) · Regulidae (Goudhaantjes) · Remizidae (Buidelmezen) · Rhagologidae (Geschubde dikkop) · Rhinocryptidae (Tapaculo's) · Rhipiduridae (Waaierstaarten) · Rhodinocichlidae (Troepiaaltangare) · Salpornithidae (Gevlekte boomkruipers) · Sapayoidae (Breedbekmanakin) · Scotocercidae (Maquiszanger) · Sittidae (Boomklevers) · Spindalidae (Spindalissen) · Stenostiridae (Elfvliegenvangers) · Sturnidae (Spreeuwen) · Sylviidae (Grasmussen) · Teretistridae (Cubaanse zangers) · Thamnophilidae (Miervogels) · Thraupidae (Tangaren) · Tichodromidae (Rotskruiper) · Timaliidae (Timalia's) · Tityridae (Tityra's) · Troglodytidae (Winterkoningen) · Turdidae (Lijsters) · Tyrannidae (Tirannen) · Urocynchramidae (Przewalski's roodmus) · Vangidae (Vanga's) · Viduidae (Wida's) · Vireonidae (Vireo's) · Zeledoniidae (Zeledonia) · Zosteropidae (Brilvogels)